# 钝叶石头花
钝叶石头花（学名：Gypsophila perfoliata）是石竹科石头花属的植物。分布于罗马尼亚、俄罗斯、哈萨克斯坦、土耳其、伊朗、蒙古、保加利亚以及中国大陆的新疆等地，生长于海拔500米至1,000米的地区，多生于草原沙地、林中草地、盐碱地、河旁湿地和戈壁滩，目前尚未由人工引种栽培。

## 异名
- Gypsophila trichotoma Wend.